# Митино (станція метро)
55°50′44″ пн. ш. 37°21′43″ сх. д. / 55.84556° пн. ш. 37.36194° сх. д.
«Ми́тино» (рос. Митино) — 180-а станція Московського метрополітену. Розташована на Арбатсько-Покровській лінії між станціями «Волоколамська» і «П'ятницьке шосе». Відкрита 26 грудня 2009 у складі дільниці «Строгіно» — «Митино».
Зі свого відкриття до продовження лінії до станції «П'ятницьке шосе» була кінцевою.

## Технічна характеристика
Розташована в районі Митино під рогом вулиць Митинська і Дубравна. Конструкція станції — односклепінна мілкого закладення (глибина закладення — 14 м). Споруджена з монолітного залізобетону. Ширина і довжина платформи стандартні — 10 метрів і 162 метри відповідно, висота склепіння становить 6 метрів.

## Оздоблення
В оздобленні станції застосовані традиційні матеріали — мармур і граніт. Поверхня світлових ніш розбита на дрібні кесони, які освітлені ковзаючим світлом і створюють гру світла й тіні на склепінні. За конструкцією колійної стіни влаштовані галереї для службового проходу вздовж станції та обслуговування світильників-прожекторів, які освітлюють склепіння.
На додаток до традиційних гранітних шуц-ліній по краях платформи встановлені обмежувальні світлові лінії. Світлова смуга попереджає про близькість краю платформи як звичайних пасажирів, так і пасажирів зі слабким зором. У відсутність поїзда світлодіодна смуга світиться вся, а при появі поїзда на станції, одночасно з оповіщає сигналом «гонга», світлодіодна смуга плавно гасне і плавно включається слідом за прямуючим поїздом. Конструкція світлодіодних смуг вдосконалена і виконана як архітектурна деталь в загальній композиції перонного залу.

## Колійний розвиток
Станція з колійним розвитком — 6 стрілочних переводів, перехресний з'їзд, 2 станційних колії для обороту та відстою рухомого складу і 2 колії для відстою рухомого складу.